# Miura Masaki
Masaki Miura (sinh ngày 4 tháng 4 năm 1986) là một cầu thủ bóng đá người Nhật Bản.

## Sự nghiệp câu lạc bộ
Masaki Miura đã từng chơi cho Yokohama FC.